# Янг, Филемон
Филемон Юнжи Янг (фр. Philémon Yunji Yang; родился 14 июня 1947 года) — камерунский политический и государственный деятель, премьер-министр Камеруна с 30 июня 2009 по 4 января 2019 года.
После изучения права в Университете Яунде, Янг стал прокурором в апелляционном суде в Буэа в январе 1975 года. 30 июня 1975 года был назначен заместителем министра территориального управления, затем с 8 ноября 1979 года стал министром шахт и энергетики. Он оставался в этой должности в течение более чем четырех лет до 4 февраля 1984 года. 23 октября 1984 года он назначен послом в Канаде, и находился на этой должности 20 лет. Когда Камерун присоединился к Содружеству наций в 1995 году, он стал называться Верховным комиссаром. Последние 10 лет его работы в Оттаве, Янг был дуайеном дипломатического корпуса.
После того как Янг покинул Канаду, 21 декабря 2004 года он стал помощником генерального секретаря Президиума республики. Позднее, в конце декабря 2008 года, Янг был назначен председателем совета директоров корпорации Камерун эйрлайнз.
Президент Поль Бийя назначил Янга премьер-министром 30 июня 2009 года, заменив другого англоговорящего Эфраима Инони. Одновременно была проведена крупнейшая с 2004 года реорганизация правительства. Были назначены новые министры обороны, почт и телекоммуникаций, связи, образования, по поддержке женщин, воды и энергии, и спорта.
6 июня 2024 года Филемон Янг избран председателем 79-й сессии Генеральной Ассамблеи Организации Объединённых Наций.